# Efua Theodora Sutherland
Efua Theodora Sutherland (n. 27 iunie 1924 - d. 2 ianuarie 1996) a fost autoare de cărți pentru copii.
Efua Theodora Sutherland a fost un dramaturg ghanez, regizoare, dramaturg, autoare pentru copii, poetă, pedagogă, cercetătoare, avocat și activist cultural. Lucrările sale includ piesele Foriwa (1962), Edufa (1967)  și Căsătoria lui Anansewa (1975).  A fondat Ghana Drama Studio,  Ghana Society of Writers,  Ghana Experimental Theatre și un proiect comunitar numit Kodzidan (Story House).  În calitate de prim-dramaturg-regizor ghanez ea a fost o figură influentă în dezvoltarea teatrului modern din Ghana și a ajutat la introducerea studiului tradițiilor africane de  performanță la nivel universitar. A fost, de asemenea, un editor african, înființând compania Afram Publications în Accra, în anii 1970.